# Škotski seter
Škotski seter je pasma visokoraslih psov družine setrov, v katero spadata tudi irski seter in angleški seter. Setri so bili primarno namenjeni lovu za pticami, zato sodijo v skupino ptičarjev.
Škotske setre vzredili na začetku 19. stoletja škotski vojvoda Aleksander IV. Richmondski in Gordonski na področju Škotske. Iz njegovega priimka izhaja tudi originalno ime pasme Gordon Setter.

## Zunanjost
Škotski setri so visoki približno 66 cm, težki pa od 25 do 29 kg. Glava je bolj globoka kot široka, z dolgimi ušesi, telo pa je mišičasto in široko. Škotski setri so črne barve z rjavimi ožganinami pod obrvmi, na gobčku, na prsnem delu in po nogah. Dlaka je srednje dolga.

## Temperament
Pasma ima veliko energije, zato so škotski setri znani kot živahni in samosvoji psi, kar otežuje njihovo šolanje. So zelo inteligentni in čustveni. Hitro pokažejo jezo, užaljenost, žalost ... Nagnjeni so k prijaznosti, zato so primerni tudi za družinske pse. Pasma je tudi radovedna, radi vse prevohajo in pregledajo. Po navadi se navežejo na enega človeka, ki so mu neskončno zvesti.